# Kapusta warzywna brukselska
Kapusta warzywna brukselska, brukselka (Brassica oleracea L. var. gemmifera (DC.) Zenker) – odmiana botaniczna kapusty warzywnej. Jest to roślina dwuletnia należąca do rodziny kapustowatych. Prawdopodobnie powstała ze skrzyżowania jarmużu i kapusty głowiastej w Belgii. Uprawiana od XVII wieku głównie w Europie Zachodniej i Północnej.

## Morfologia

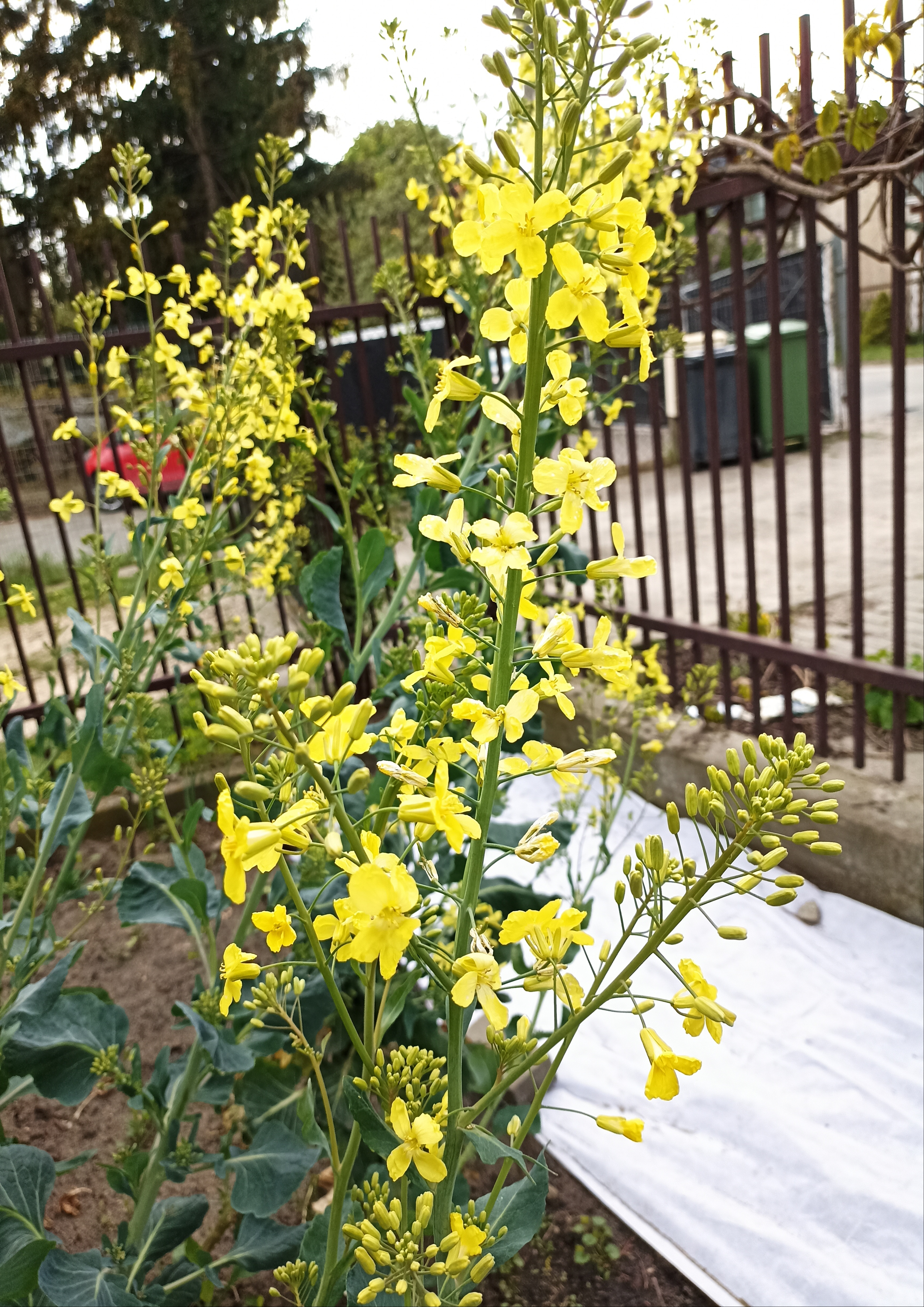
Kwiatostan

ŁodygaWytwarza długą, grubą, silnie ulistnioną łodygę, jej wysokość dochodzi od 50 do 100 cm.
LiścieDrobne, wydłużone, pofałdowane, jasno lub sinozielone, w kątach których znajdują się małe główki – silnie skrócone, ulistnione pędy boczne. Na szczycie wytwarza pióropusz z dużych liści.
KwiatyWyrastają w drugim roku wegetacji z wierzchołka łodygi i pędów bocznych. Pędy kwiatostanowe mają wysokość do 150 cm.
KorzeńDobrze rozwinięty, głęboko sięgający.

## Zastosowanie

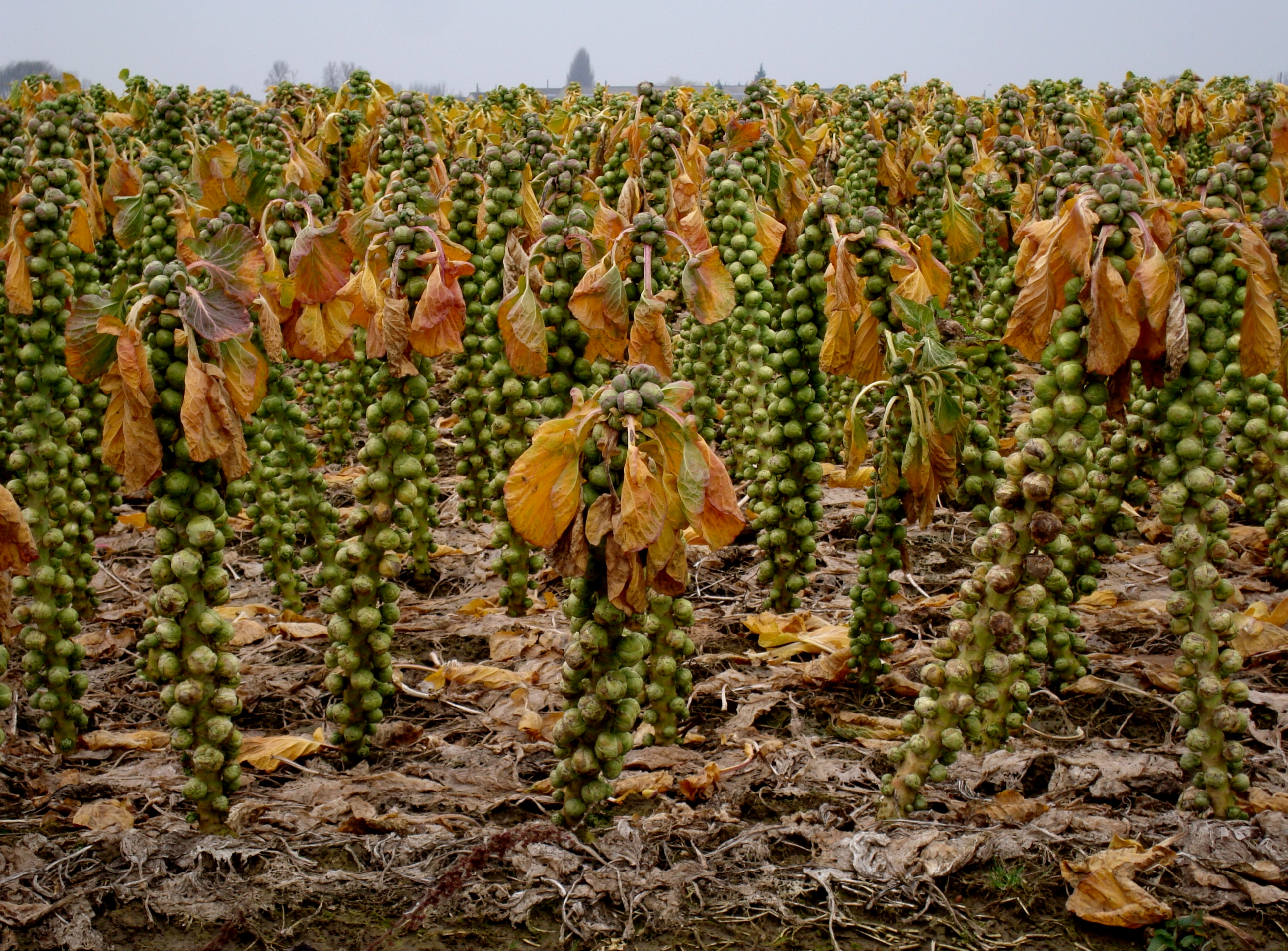
Plantacja kapusty brukselskiej

- Warzywo – częścią jadalną są główki liściowe. Można je gotować, smażyć, opiekać oraz marynować. Przegotowywanie brukselek powoduje, że robią się miękkie i szare oraz nabierają charakterystycznego smaku, który jest uznawany przez część osób za nieprzyjemny.

## Właściwości
Brukselka stanowi źródło potasu, wapnia, magnezu, witaminy A, β-Karotenu, witamin z grupy B (B1, B2, B3), a także najwięcej witaminy C (94 mg na 100 g) ze wszystkich kapustowatych. Zawiera również kwas foliowy, którego niedobór powoduje podwyższony poziom homocysteiny (aminokwasu, powodującego miażdzycę). Dzięki niskiej wartości energetycznej (37 kcal na 100 g) oraz wysokiej zawartości błonnika jest polecana osobom odchudzającym się.
| Ilość aminokwasów w 100 g | Ilość aminokwasów w 100 g |
| Nazwa                     | Ilość w mg                |
| ------------------------- | ------------------------- |
| Izoleucyna                | 202                       |
| Leucyna                   | 262                       |
| Lizyna                    | 262                       |
| Metionina                 | 46                        |
| Cystyna                   | 31                        |
| Fenyloalanina             | 178                       |
| Tyrozyna                  | 124                       |
| Treonina                  | 208                       |
| Tryptofan                 | 55                        |
| Walina                    | 231                       |
| Arginina                  | 300                       |
| Histydyna                 | 108                       |
| Alanina                   | 224                       |
| Kwas asparaginowy         | 443                       |
| Kwas glutaminowy          | 590                       |
| Glicyna                   | 155                       |
| Prolina                   | 802                       |
| Seryna                    | 279                       |